# Katastrofa kolejowa na stacji Szczecin Turzyn
Katastrofa kolejowa na stacji Szczecin Turzyn – katastrofa, która wydarzyła się 4 października 1946 roku około godziny 0:25. W jej wyniku poniosło śmierć 7 osób, a 15 zostało rannych. Przyczyną wypadku było najechanie pociągu zbiorowego nr 171 na stojący inny pociąg zbiorowy – nr 4291, skutkiem czego było zniszczenie (rozbicie) trzech wagonów. Za winnych wypadku prokuratura uznała wstępnie dyżurnego ruchu ze stacji Wzgórze Hetmańskie oraz maszynistę i pomocnika maszynisty pociągu nr 171, którzy zostali aresztowani.
Ofiary katastrofy pochowano na szczecińskim Cmentarzu Centralnym.
Szczecin Turzyn to stacja położona na zachód od centrum Szczecina, na linii kolejowej Szczecin – Police – Trzebież.